# AH-1 Super Cobra
AH-1 Sea Cobra та Super Cobra (укр. «Сі Кобра» та «Супер Кобра») — родина американських дводвигунних ударних вертольотів, які створені на базі однодвигунного AH-1 «Кобра». Включає модифікації AH-1J та AH-1T «Сі Кобра», AH-1W «Супер Кобра». У теперішній час AH-1W є основним ударним вертольотом Корпусу морської піхоти США.
На початку 80-х корпусу морської піхоти США потрібен був новий морський вертоліт, розглядався варіант покупки McDonnell Douglas AH-64 Apache, але в 1981 році Конгрес не виділив на це фінансування. Морській піхоті довелося тоді проявити інтерес до більш потужної версії AH-1T. Ця версія мала вдосконалену систему управління вогнем, яка використовувала ракети AIM-9 Sidewinder і AGM-114 Hellfire. Конгрес виділив кошти на закупівлю цієї моделі. Вона отримала позначення AH-1W. Всього було вироблено 179 AH-1W, ще 45 вертольотів були модернізовані з AH-1T.
Трохи пізніше був випробуваний варіант AH-1W з новим експериментальним чотирилопатевим несним гвинтом, зробленим з композитних матеріалів. Цей варіант мав кращі характеристики, зменшений рівень шуму, а також меншу вразливість при ураженнях пошкодженнях. Так і не отримавши фінансування від корпусу морської піхоти, Bell розробляє цю версію AH-1Z власним коштом. У 1996 році морським піхотинцям знову було відмовлено в придбанні AH-64. Розробка морської версії Apache була б занадто дорогою, з огляду на те, що корпус морської піхоти був би єдиним замовником. Замість цього було підписано контракт на модернізацію 180 AH-1W у AH-1Z.

## Тактико-технічні характеристики
Джерело: Jane's 
Основні характеристики
- Екіпаж: 2 (пілот і оператор)
- Довжина: 17,68 м
- Довжина фюзеляжу: 13,87 м
- Висота: 4,44 м
- Діаметр несучого гвинта: 14,63 м

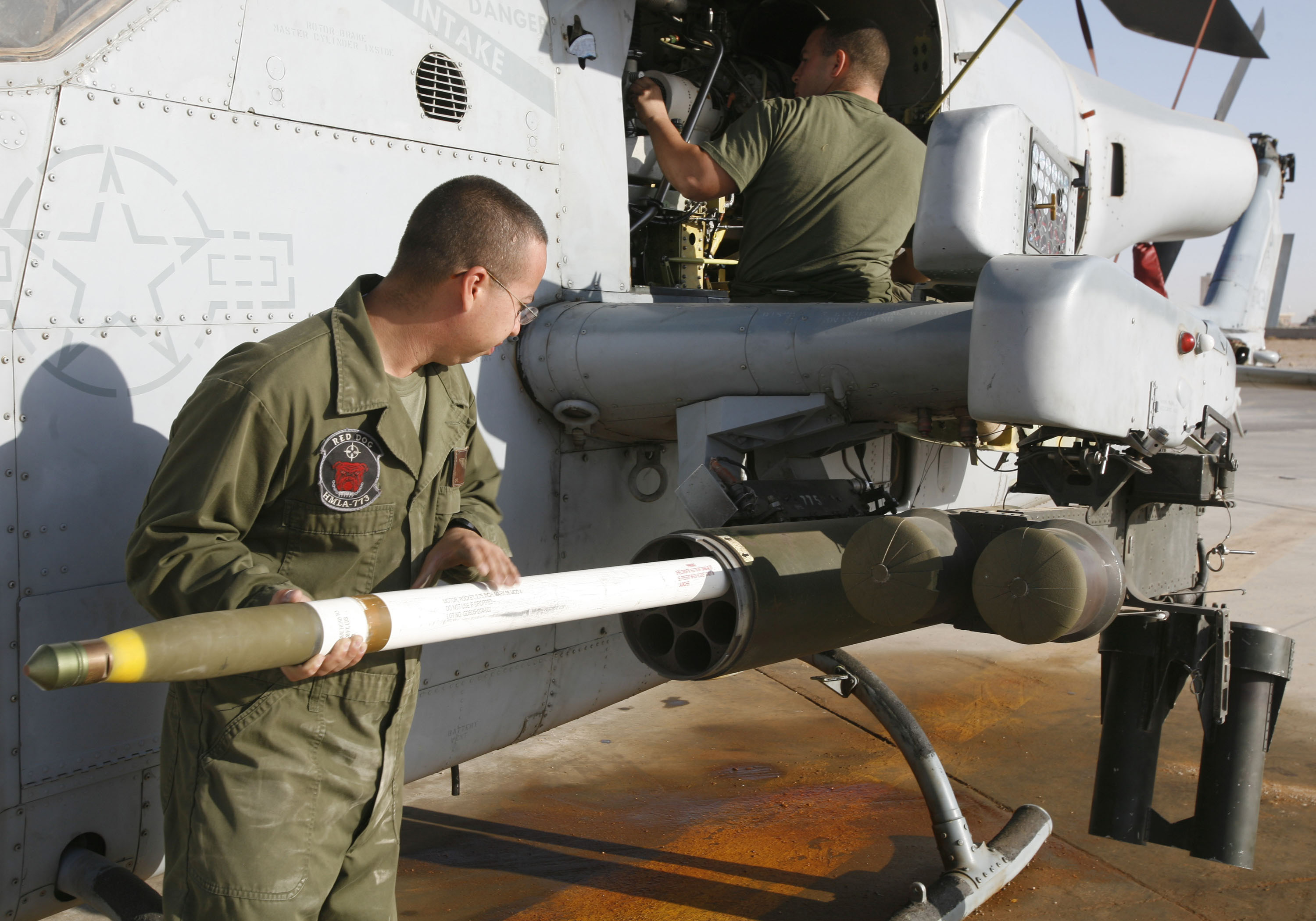
Спорядження підвісного блоку НАР вертольота АН-1W 70 мм некерованою ракетою «Гідра» з осколково-фугасною бойовою частиною. База «Аль-Асад», Ірак, листопад 2007 р

- Діаметр хвостового гвинта: 2,97 м
- Ширина фюзеляжу: 3,28 м (с крилом)

- Площа обертання несучого гвинта: 168,11 м²
- Колея шасі: 2,24 м (полози)
- Маса порожнього: 4953 кг
- Максимальна злітна маса: 6690 кг
- Корисне навантаження: 1736 кг
- Маса палива у внутрішніх баках: 946 кг
- Об `єм паливних баків: 1 128 л
- Силова установка: 2 × турбовальний General Electric T700-GE-401  1723 кс ( 1285 кВт)

Льотні характеристики
- Максимально допустима швидкість: 352 км/год
- Крейсерська швидкість: 278 км/год
- Бойовий радіус: 518 км

Озброєння
- Стрілецько-гарматне: 1 × 20 мм трьохствольна гармата M197, 750 набоїв
- Керовані ракети: ** ракети «повітря—поверхня» :
  -     - 8 × TOW або AGM-114
    - 2 × AGM-122 або

  - ракети «повітря—повітря»: 2 × AIM-9L
- Некеровані ракети: ** 4 × 19 × 70 мм ракет Hydra 70 у блоках LAU-61A
  - 4 × 7 × 70 мм ракет Hydra 70 у блоках LAU-68/69
- Бомби: 2 × CBU-55B
- Гарматні контейнери: 2 × GPU-2A або  SUU-11A/A

Наведені характеристики відповідають модифікації AH-1W.

## Оператори
- США — 128 AH-1W, станом на 2016 рік[2]
- Китайська республіка — 67 AH-1W, станом на 2016 рік[3]
- Туреччина — 6 AH-1W, станом на 2016 рік[4]